# Skogstäckvävare
Skogstäckvävare (Macrargus rufus) är en spindelart som först beskrevs av Karl Friedrich Wider 1834.  Skogstäckvävare ingår i släktet Macrargus och familjen täckvävarspindlar. Arten är reproducerande i Sverige. Inga underarter finns listade i Catalogue of Life.